# Anacamptis pyramidalis
Orquídea piramidal, (Anacamptis pyramidalis (L.) Rich. (1817) es una especie de orquídea del género Anacamptis, está estrechamente relacionadas con el género Orchis. Se distribuyen por Europa Central y del Sur. Son de hábitos terrestres y tienen tubérculos.

## Hábitat y distribución
Esta orquídea requiere un lugar soleado y crece sobre diversos tipos de suelo: limos o arcillas y más raramente en suelos arenosos. También puede crecer en terrenos muy alcalinos. Se encuentra en pinares, matorrales y prados de Europa central y del sur. 

## Descripción

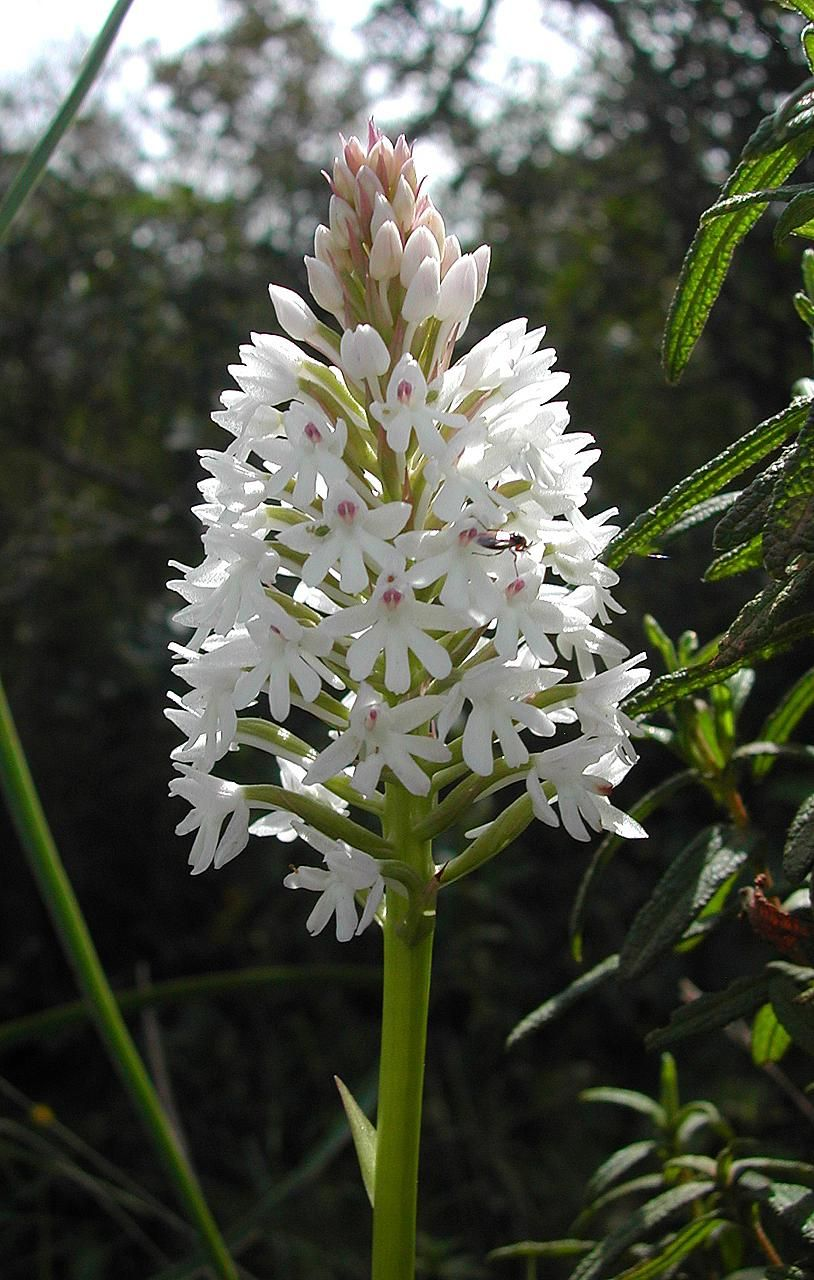
Anacamptis pyramidalis
var. alba
Mallorca.

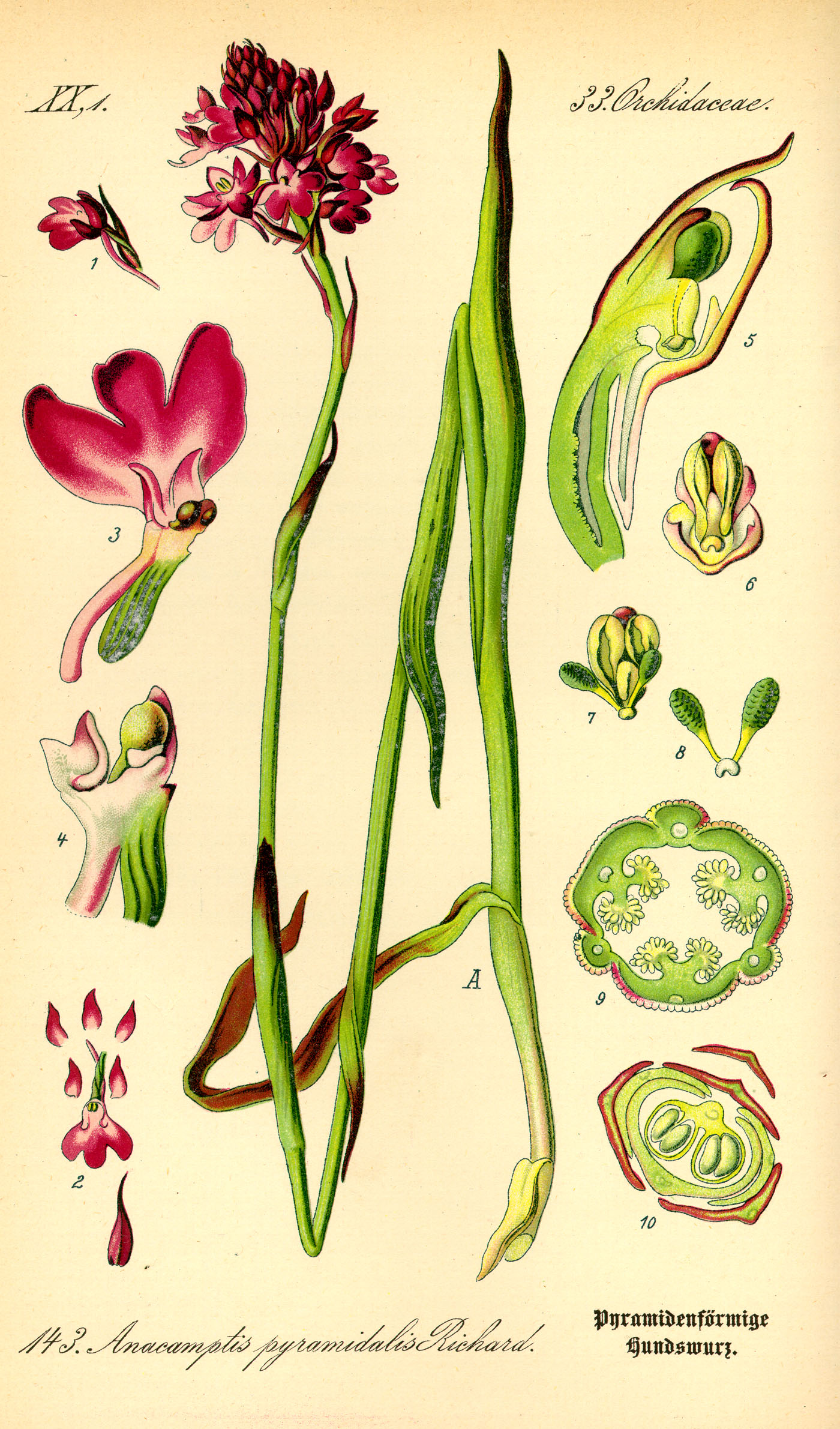
Ilustración

Es una planta perenne y resistente que crece hasta unos 30 cm de altura, teniendo en cuenta la inflorescencia. Las hojas son oblongas de unos 5 cm y crecen desde los tubérculos subterráneos que son redondos y con un tamaño máximo de 6 cm. El color de la flor varía desde el rosa al lila, y raramente al blanco. Su olor es fuerte y rancio. La forma compacta y piramidal de la inflorescencia es muy característica de esta especie y da lugar a su nombre común. Las flores son polinizadas por mariposas y polillas.

## Usos medicinales
La harina de sus tubérculos llamada salep es muy nutritiva y demulcente. Se usa en dietas especiales de convalecientes y niños. Es muy rica en mucílago y forma una demulcente y suave gelatina que se usa para el canal gastrointestinal irritado. Una parte de harina con cincuenta partes de agua son suficientes para formar la gelatina. El tubérculo para preparar la harina debe ser recolectado cuando la planta está recién seca después de la floración y cuando ha soltado las semillas. 

## Taxonomía
Anacamptis pyramidalis fue descrita por (L.) Rich. y publicado en Mémoires du Muséum d'Histoire Naturelle 4: 55. 1818.
Etimología
Anacamptis: nombre genérico que deriva de la palabra griega ανακάμτειν 'anakamptein', que significa 'doblado hacia adelante'.  
pyramidalis: epíteto latino que se refiere a la forma piramidal de su inflorescencia.
sinonimia
| - Ceres pyramidalis Rchb. 1833 - Anacamptis condensata C.Koch 1849 - Anacamptis durandi Bréb. 1936 - Orchis bicornis Gilib. 1792 - Orchis pyramidalis L. 1753 - Orchis rivinii Gouan 1775 - Anacamptis pyramidalis f. condensata (Desf.) Maire & Weiller in R.C.J.Maire 1959 - Anacamptis pyramidalis f. sanguinea (Druce) P.D.Sell 1997 - Anacamptis pyramidalis subsp. condensata (Desf.) H.Lindb. 1932 - Anacamptis pyramidalis var. brachystachys (d'Urv.) Boiss. - Anacamptis pyramidalis var. sanguinea (Druce) Kreutz 2003 - Orchis appendiculata Stokes 1812 - Orchis brachystachys d'Urv. 1822 - Orchis condensata Desf. 1799 - Orchis duquesnii Nyman 1855 - Orchis pyramidalis var. sanguinea Druce 1929 |

## Nombres comunes
- Castellano: orquídea acampanada, orquídea piramidal, satirión macho de hojas anchas, testículo de raposo, zapatos de la Virgen.[4]